# 洛根 (犹他州)
洛根（英語：Logan），是美国犹他州卡什县下属的一座城市，也是卡什縣的縣治。建市于1859年，面积大约为18.56平方英里（48.1平方公里），海拔约为4,534英尺（1,382米）。根据2010年美国人口普查，该市有人口48,174人。
市內有一該州第三大的大學，名為猶他州立大學。